# Okrągły Stół (Polska)
Okrągły Stół – negocjacje prowadzone od 6 lutego do 5 kwietnia 1989 przez przedstawicieli władz Polskiej Rzeczypospolitej Ludowej, demokratycznej opozycji oraz stron kościelnych (przedstawiciele Kościoła katolickiego i Kościoła Ewangelicko-Augsburskiego).
Negocjacje prowadzone były w kilku miejscach, a ich rozpoczęcie i zakończenie odbyło się w siedzibie Urzędu Rady Ministrów PRL w Pałacu Namiestnikowskim (obecnie Pałac Prezydencki) w Warszawie. W obradach wszystkich zespołów, podzespołów i grup roboczych brało udział ok. 717 osób (uczestników, ekspertów i obserwatorów).
Jedno z najważniejszych wydarzeń w najnowszej historii Polski, od którego rozpoczęły się zmiany ustrojowe Polskiej Rzeczypospolitej Ludowej, w tym częściowo wolne wybory do Sejmu, tzw. wybory czerwcowe.

## Geneza Okrągłego Stołu
3 czerwca 1988 Stanisław Ciosek przedstawił ks. Alojzemu Orszulikowi zarys reformy politycznej, która zakładała częściowo wolne wybory z przywróceniem Senatu i zapewnienie 60–65% miejsc w Sejmie „stronie rządowej“.
W połowie sierpnia 1988 roku władze PRL rozpoczęły dialog z opozycją. Główną ich przyczyną były liczne, trwające od maja w różnych regionach Polski protesty społeczne, narastający kryzys polskiej gospodarki, presja Kościoła do rozpoczęcia negocjacji z opozycją, poparcie państw zachodnich dla Solidarności i równoczesne przemiany wewnętrzne ZSRR wywołane polityką pierestrojki Gorbaczowa. Istotne były również zmiany stosunku zarówno partii rządzącej, jak i opozycji: ówczesna władza zdała sobie sprawę, że potrzebuje przyzwolenia społecznego na przeprowadzenie wymaganych reform gospodarczych, i w tym celu chciała podzielić się polityczną odpowiedzialnością z Solidarnością, natomiast opozycja przedłożyła potrzebę reorganizacji życia publicznego nad kontynuację oporu wobec PZPR.
W wyniku tych czynników, 31 sierpnia w willi MSW przy ul. Zawrat w Warszawie odbyło się spotkanie generała Czesława Kiszczaka oraz Lecha Wałęsy, na którym obecny był także biskup Jerzy Dąbrowski oraz sekretarz Komitetu Centralnego Stanisław Ciosek. Kolejne nastąpiło 15 września, oprócz Kiszczaka, Wałęsy i Cioska byli na nim także Andrzej Stelmachowski i ksiądz Alojzy Orszulik.
16 września rozpoczęły się, znane jako rozmowy w Magdalence, rozmowy władz państwowych z przedstawicielami ruchu solidarnościowego i Kościoła, podczas których głównym zagadnieniem sporu była kwestia legalizacji Solidarności. Uzgodniono, iż Okrągły Stół powstanie w połowie października, a jego tematyką ma być: „model funkcjonowania państwa i życia publicznego, przyspieszenie rozwoju i modernizacja gospodarki narodowej, kształt polskiego ruchu związkowego”. Październikowego terminu nie dotrzymano, ponieważ Solidarność nie zgadzała się na warunki rządowe: żądała legalizacji oraz nieingerowania w skład strony solidarnościowo-opozycyjnej przyszłego Okrągłego Stołu.
27 września 1988 roku stanowisko premiera objął Mieczysław Rakowski, 14 października został natomiast powołany jego gabinet. W grudniu rozpoczęły się obrady X Plenum Komitetu Centralnego PZPR, podczas którego dyskutowano możliwość rozmów z Solidarnością oraz jej legalizacji. Spowodowały one duży konflikt w partii, w tym zmiany w Biurze Politycznym. Ostatecznie, dzięki naciskowi m.in. Jaruzelskiego i Kiszczaka, przyjęto „Stanowisko X Plenum KC PZPR w sprawie pluralizmu politycznego i związkowego”. Umożliwiło to rozpoczęcie przygotowań do obrad Okrągłego Stołu.
27 stycznia 1989 nastąpiło kolejne spotkanie Wałęsy i Kiszczaka, podczas którego ustalono procedurę i zakres obrad oraz ostateczny termin rozpoczęcia.

## Przebieg

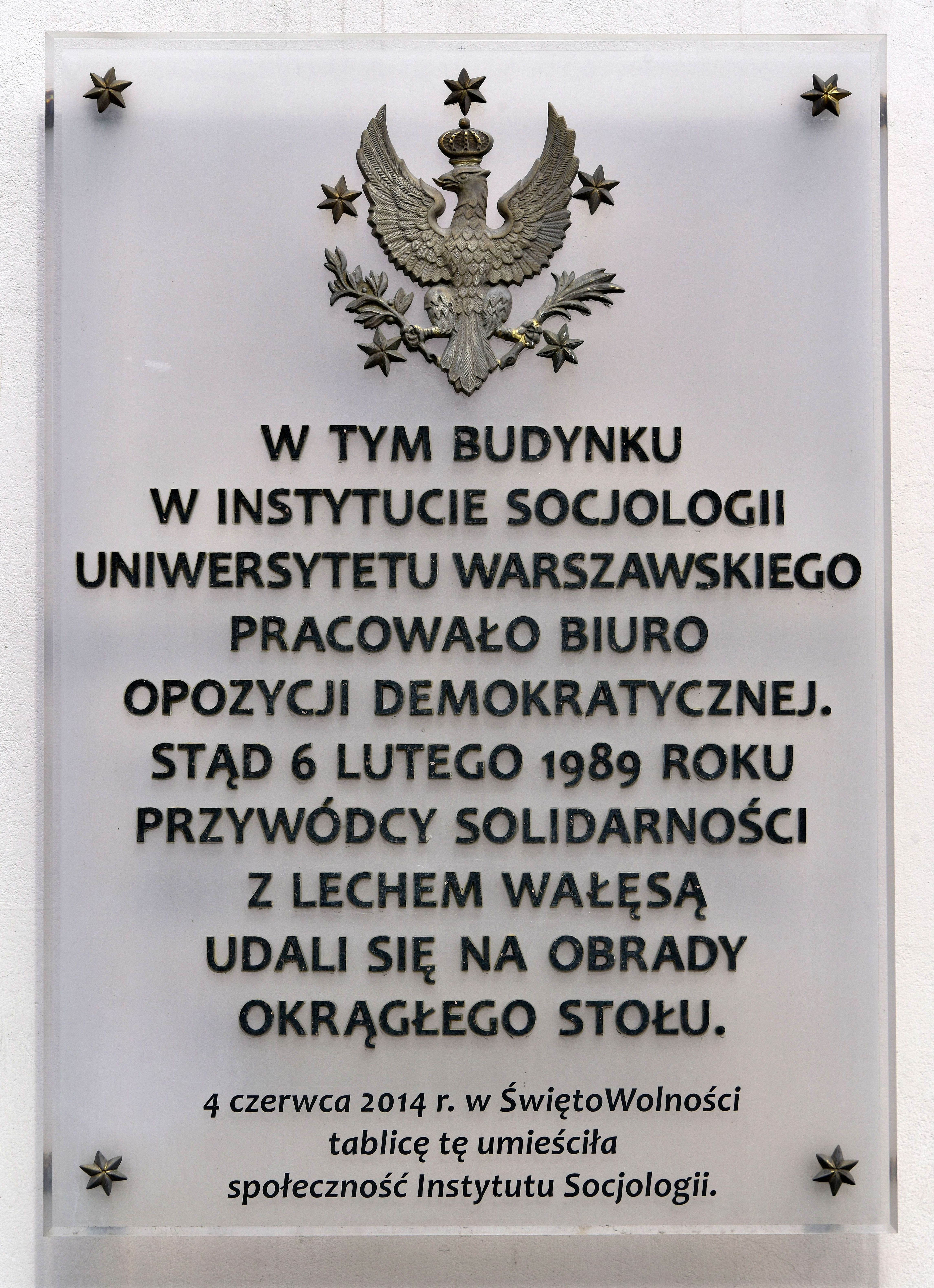
Tablica pamiątkowa na budynku Instytutu Socjologii Uniwersytetu Warszawskiego przy ul. Karowej 18

Obrady toczone były w trzech głównych zespołach:
- ds. gospodarki i polityki społecznej (13 posiedzeń)[1]
- ds. reform politycznych (9 posiedzeń)[1]
- ds. pluralizmu związkowego (10 posiedzeń)[1]

Głównych negocjatorów obozów rządzącego i opozycji wybrali ich przywódcy; odpowiednio Wojciech Jaruzelski (chociaż sam nie uczestniczył w rozmowach), Mieczysław Rakowski, Józef Czyrek i Stanisław Ciosek, oraz Lech Wałęsa i Henryk Wujec. W trakcie rozmów obie strony utrzymywały wysokie poczucie własnej legitymacji; Solidarność na podstawie reprezentacji społeczeństwa i transparentnym informowaniu o przebiegu rozmów, natomiast władza na podstawie posiadania realnej władzy i przekonania, że wciąż reprezentuje interesy istotnej części społeczeństwa. Najważniejszymi tematami negocjacji były przyszłe wybory, urząd prezydenta, senat, praktyczne reformy struktury państwa oraz przywrócenie związków i stowarzyszeń.
Ogółem miały miejsce dwa spotkania plenarne (na rozpoczęcie i zakończenie obrad) oraz ok. 97 posiedzeń w zespołach, podzespołach i grupach roboczych.
Obradowano w dziesięciu podzespołach (alfabetycznie)
- ds. ekologii (8 posiedzeń),
- ds. górnictwa (9 posiedzeń),
- ds. polityki mieszkaniowej (4 posiedzenia),
- ds. młodzieży (5 posiedzeń),
- ds. nauki, oświaty i postępu technicznego (4 posiedzenia),
- ds. reformy prawa i sądów (9 posiedzeń),
- ds. rolnictwa (5 posiedzeń),
- ds. środków masowego przekazu (6 posiedzeń),
- ds. stowarzyszeń i samorządu terytorialnego (1 posiedzenie),
- ds. zdrowia (5 posiedzeń)

Obradowano również w kilku grupach roboczych, m.in. (alfabetycznie):
- ds. indeksacji płac i dochodów (3 posiedzenia),
- ds. majątkowych związków zawodowych,
- ds. nowelizacji ustawy o związkach zawodowych,
- ds. samorządu terytorialnego (3 posiedzenia),
- ds. stowarzyszeń (3 posiedzenia),
- ds. założeń do projektu ustawy o uprawnieniach niektórych pracowników do ponownego nawiązania stosunku pracy,
- ds. ustawy o związkach zawodowych rolników indywidualnych.

Komplet stenogramów z posiedzeń Okrągłego Stołu jest przechowywany w Bibliotece Sejmowej.

## Postanowienia
- utworzenie Senatu z liczbą 100 senatorów; wybory większościowe (po 2 senatorów z każdego województwa, a w woj. warszawskim i katowickim po 3);
- kwotowe wybory do Sejmu – 65% miejsc (299 mandatów) miało być zagwarantowane dla PZPR, ZSL i SD (60%) oraz dla prokomunistycznych organizacji katolików – PAX, UChS i PZKS (5%). Ważny jest fakt, iż liczbę 299 podzielono na 264 i 35, z czego pierwsze były obsadzane w wyniku wyborów w okręgach wielomandatowych, a drugie z tzw. listy krajowej, na której znajdowali się najbardziej znani przedstawiciele partyjni; o pozostałe 35% miejsc (161 mandatów) mieli walczyć w wolnych wyborach kandydaci bezpartyjni;
- utworzenie urzędu Prezydenta PRL, wybieranego przez Zgromadzenie Narodowe na 6-letnią kadencję;
- zwiększenie roli Sejmu jako naczelnego organu państwa, likwidacja Rady Państwa;
- zmiana prawa o stowarzyszeniach, która umożliwiła rejestrację NSZZ „Solidarność”, NSZZ RI „Solidarność”, NZS;
- większe kompetencje Trybunału Konstytucyjnego oraz Rzecznika Praw Obywatelskich;
- dostęp opozycji do mediów (np. raz w tygodniu półgodzinna audycja w TVP, reaktywowanie „Tygodnika Solidarność”, powstanie dziennika opozycyjnego – Gazety Wyborczej);
- przyjęcie „Stanowiska w sprawie polityki społecznej i gospodarczej oraz reform systemowych”, jednak bez większych konkretów w sprawie reform gospodarczych.

## Uczestnicy obrad plenarnych
W obradach plenarnych oraz w zespołach uczestniczyli:
- trzej późniejsi prezydenci III RP (Lech Wałęsa, Aleksander Kwaśniewski, Lech Kaczyński),
- pięciu późniejszych premierów (Czesław Kiszczak, Tadeusz Mazowiecki, Jan Olszewski, Leszek Miller, Jarosław Kaczyński),
- czterech późniejszych wicepremierów,
- sześciu późniejszych marszałków i wicemarszałków Sejmu i Senatu,
- ponad 75 późniejszych ministrów i wiceministrów,
- ok. 100 późniejszych parlamentarzystów,
- kilku późniejszych prezesów Sądu Najwyższego, Trybunałów, redaktorów naczelnych gazet.

Uczestnicy obrad „Okrągłego Stołu” z podziałem na strony:

### Strona rządowo-koalicyjna
| - Tomasz Adamczuk - Norbert Aleksiewicz - Stanisław Ciosek - Aleksander Gieysztor - Wiesław Gwiżdż - Marek Hołdakowski - Jan Janowski - Janusz Jarliński - Czesław Kiszczak - Zenon Komender - Jan Karol Kostrzewski - Mikołaj Kozakiewicz - Bogdan Królewski - Aleksander Kwaśniewski - Maciej Manicki |  | - Harald Matuszewski - Leszek Miller - Alfred Miodowicz - Kazimierz Morawski - Jerzy Ozdowski - Anna Przecławska - Tadeusz Rączkiewicz - Jan Rychlewski - Władysław Siła-Nowicki - Zbigniew Sobotka - Romuald Sosnowski - Stanisław Wiśniewski - Jan Zaciura - Edward Zgłobicki |

### Strona opozycyjno-solidarnościowa

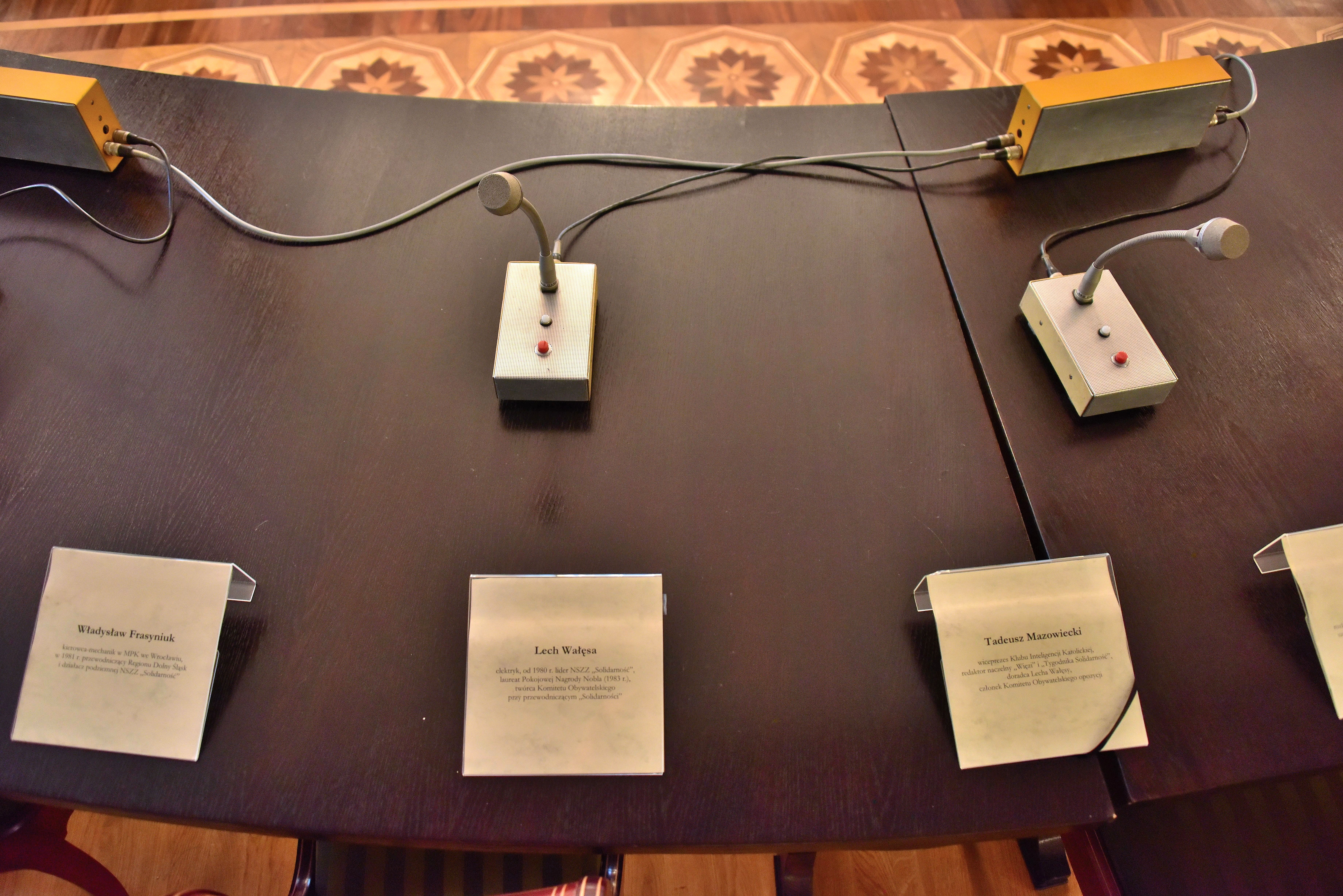
Tabliczki z biogramami uczestników obrad po stronie opozycyjno-solidarnościowej ustawione na stole w Pałacu Prezydenckim (2019)

| - Stefan Bratkowski - Zbigniew Bujak - Władysław Findeisen - Władysław Frasyniuk - Bronisław Geremek - Mieczysław Gil - Aleksander Hall - Jacek Kuroń - Władysław Liwak - Tadeusz Mazowiecki - Jacek Merkel - Adam Michnik - Alojzy Pietrzyk |  | - Edward Radziewicz - Henryk Samsonowicz - Grażyna Staniszewska - Andrzej Stelmachowski - Stanisław Stomma - Klemens Szaniawski - Jan Józef Szczepański - Edward Szwajkiewicz - Józef Ślisz - Witold Trzeciakowski - Jerzy Turowicz - Lech Wałęsa - Andrzej Wielowieyski |

### Obserwatorzy kościelni
- ks. Bronisław Dembowski
- bp Janusz Narzyński
- ks. Alojzy Orszulik

### Rzecznicy prasowi
- Janusz Onyszkiewicz (strona opozycyjno-solidarnościowa)
- Jerzy Urban (strona rządowo-koalicyjna)

## Uczestnicy obrad w zespołach

### Uczestnicy obrad w zespole ds. reform politycznych[16]
Strona opozycyjno-solidarnościowa
| - Bronisław Geremek – przewodniczący - Piotr Baumgart - Ryszard Bender - Zbigniew Bujak - Aleksander Hall - Jarosław Kaczyński - Krzysztof Kozłowski - Marcin Król - Jacek Kuroń |  | - Bogdan Lis - Tadeusz Mazowiecki - Adam Michnik - Edmund Jan Osmańczyk - Ryszard Reiff - Antoni Stawikowski - Stanisław Stomma - Adam Strzembosz - Janina Zakrzewska |

Według ustaleń dokonanych na podstawie stenogramów i informacji z obrad, w pracach tego zespołu brali udział także:
- Andrzej Celiński
- Janusz Grzelak
- Jerzy Regulski
- Henryk Samsonowicz

Strona rządowo-koalicyjna
| - Janusz Reykowski – przewodniczący - Jan Baszkiewicz - Jan Błuszkowski - Artur Bodnar - Kazimierz Cypryniak - Zofia Czaja - Andrzej Gdula - Stanisław Gebethner - Mariusz Gulczyński - Jan Jachymek |  | - Bogdan Królewski - Hieronim Kubiak - Rajmund Moric - Kazimierz Orzechowski - Jan Rychlewski - Karol Szyndzielorz - Jerzy Uziębło - Jerzy J. Wiatr - Piotr Winczorek - Jan Zaciura - Sylwester Zawadzki |

Według ustaleń dokonanych na podstawie stenogramów i informacji z obrad oraz listy asystentów, w pracach tego zespołu brali udział także:
- Jerzy Bafia
- Kazimierz Buchała
- Zbigniew Czajkowski
- Jacek Fisiak
- Bogdan Jachacz
- Aleksander Kwaśniewski
- Leszek Miller
- Kazimierz Secomski
- Władysław Siła-Nowicki

asystenci przewodniczących:
- Bartłomiej Gąsiorowski (strona koalicyjno-rządowa)
- Piotr Pacewicz (strona opozycyjno-solidarnościowa)

### Uczestnicy obrad w zespole ds. gospodarki i polityki społecznej[16]
Strona opozycyjno-solidarnościowa
| - Witold Trzeciakowski – przewodniczący - Janusz Beksiak - Ryszard Bugaj - Zbigniew Bujak - Mieczysław Gil - Helena Góralska - Krzysztof Hagemejer - Gabriel Janowski - Cezary Józefiak - Andrzej Miłkowski |  | - Jan Mujżel - Aleksander Paszyński - Jan Rosner - Grażyna Staniszewska - Tomasz Stankiewicz - Andrzej Stelmachowski - Andrzej Topiński - Andrzej Wieczorek - Andrzej Wielowieyski - Irena Wóycicka |

Według ustaleń dokonanych na podstawie stenogramów i informacji z obrad, w pracach tego zespołu brali udział także:
- Henryk Sienkiewicz
- Grzegorz Stawski

Strona rządowo-koalicyjna
| - Władysław Baka – przewodniczący - Stanisław Długosz - Ryszard Gorycki - Jerzy Gruchalski - Jan Kaczmarek - Józef Kaleta - Grzegorz Kołodko - Jan Kołodziejczak - Wincenty Lewandowski - Maciej Manicki - Wacław Martyniuk |  | - Józef Okuniewski - Andrzej Olechowski - Kazimierz Olesiak - Antoni Rajkiewicz - Zdzisław Sadowski - Ireneusz Sekuła - Karol Szwarc - Władysław Szymański - Marcin Święcicki - Mieczysław Wilczek - Henryk Witkowski |

Według ustaleń dokonanych na podstawie stenogramów i informacji z obrad oraz listy asystentów, w pracach tego zespołu brali udział także:
- Jerzy Jurkiewicz
- Marek Kossowski
- Krzysztof Lutostański
- Lidia Musiałowska
- Jan Traczyk
- Andrzej Wróblewski

asystenci przewodniczących:
- Edward Kuczera (strona koalicyjno-rządowa)
- Marta Woydt (strona opozycyjno-solidarnościowa)

### Uczestnicy obrad w zespole ds. pluralizmu związkowego[16]
Strona opozycyjno-solidarnościowa
| - Tadeusz Mazowiecki – przewodniczący - Artur Balazs - Władysław Frasyniuk - Lech Kaczyński - Władysław Liwak - Albin Melcer |  | - Jacek Merkel - Alojzy Pietrzyk - Edward Radziewicz - Edward Szwajkiewicz - Józef Ślisz - Henryk Wujec - Tadeusz Zieliński |

Strona rządowo-koalicyjna
| - Aleksander Kwaśniewski – przewodniczący - Jan Brol - Witold M. Góralski - Ludwik Gracel - Stanisław Jagiełło - Mieczysław Jakubowski - Janusz Jarliński - Jacek Krzyżanowski - Maciej Lubczyński - Stanisław Majewski - Walery Masewicz |  | - Harald Matuszewski - Lesław Nawacki - Kazimierz Obsadny - Janusz Pawłowski - Tadeusz Rączkiewicz - Walerian Sanetra - Władysław Serafin - Romuald Sosnowski – współprzewodniczący (OPZZ) - Anatol Wasiljew - Stanisław Wiśniewski - Jan Wołek |

Według ustaleń dokonanych na podstawie stenogramów i informacji z obrad oraz listy asystentów, w pracach tego zespołu brał udział także:
- Józef Oleksy

asystenci przewodniczących:
- Stanisław Nowakowski (strona koalicyjno-rządowa)
- Krzysztof Pietraszkiewicz (strona koalicyjno-rządowa)
- Ludwika Wujec (strona opozycyjno-solidarnościowa)

Obserwator z ramienia Międzynarodowego Biura Pracy MOP
- Witold Nawrocki

## Przewodniczący podzespołów i grup roboczych[1]
Podzespół ds. Ekologii:
- Stefan Kozłowski (strona opozycyjno-solidarnościowa),
- Jerzy Kołodziejski (strona koalicyjno-rządowa).

Podzespół ds. Górnictwa:
- Alojzy Pietrzyk (strona opozycyjno-solidarnościowa),
- Marian Gustek (strona koalicyjno-rządowa),
- Rajmund Moric (strona koalicyjno-rządowa, OPZZ).

Podzespół ds. Młodzieży:
- Andrzej Celiński (strona opozycyjno-solidarnościowa),
- Leszek Miller (strona koalicyjno-rządowa),
- Sławomir Wiatr (strona koalicyjno-rządowa).

Podzespół ds. Nauki, Oświaty i Postępu Technicznego:
- Henryk Samsonowicz (strona opozycyjno-solidarnościowa),
- Jacek Fisiak (strona koalicyjno-rządowa),
- Jan Zaciura (strona koalicyjno-rządowa, OPZZ).

Podzespół ds. Polityki Mieszkaniowej:
- Aleksander Paszyński (strona opozycyjno-solidarnościowa),
- Zbigniew Janowski (strona koalicyjno-rządowa, OPZZ),
- Mieczysław Serwiński (strona koalicyjno-rządowa).

Podzespół ds. Reformy Prawa i Sądów:
- Adam Strzembosz (strona opozycyjno-solidarnościowa),
- Łukasz Balcer (strona koalicyjno-rządowa).

Podzespół ds. Rolnictwa:
- Andrzej Stelmachowski (strona opozycyjno-solidarnościowa),
- Stanisław Śliwiński (strona koalicyjno-rządowa).

Podzespół ds. Środków Masowego Przekazu:
- Krzysztof Kozłowski (strona opozycyjno-solidarnościowa),
- Bogdan Jachacz (strona koalicyjno-rządowa).

Podzespół ds. Zdrowia:
- Zofia Kuratowska (strona opozycyjno-solidarnościowa),
- Andrzej Wojtczak (strona koalicyjno-rządowa).

Grupa robocza ds. indeksacji płac i dochodów:
- Andrzej Wielowieyski (strona opozycyjno-solidarnościowa),
- Antoni Rajkiewicz (strona koalicyjno-rządowa).

Grupa robocza ds. nowego ładu ekonomicznego:
- Ryszard Bugaj (strona opozycyjno-solidarnościowa),
- Marcin Święcicki (strona koalicyjno-rządowa).

Grupa robocza ds. samorządu terytorialnego:
- Jerzy Regulski (strona opozycyjno-solidarnościowa),
- Wojciech Sokolewicz (strona koalicyjno-rządowa).

Grupa robocza ds. stowarzyszeń
- Stanisława Grabska (strona opozycyjno-solidarnościowa),
- Jan Brol (strona koalicyjno-rządowa).

## Kontrowersje wokół „Okrągłego Stołu”[1]

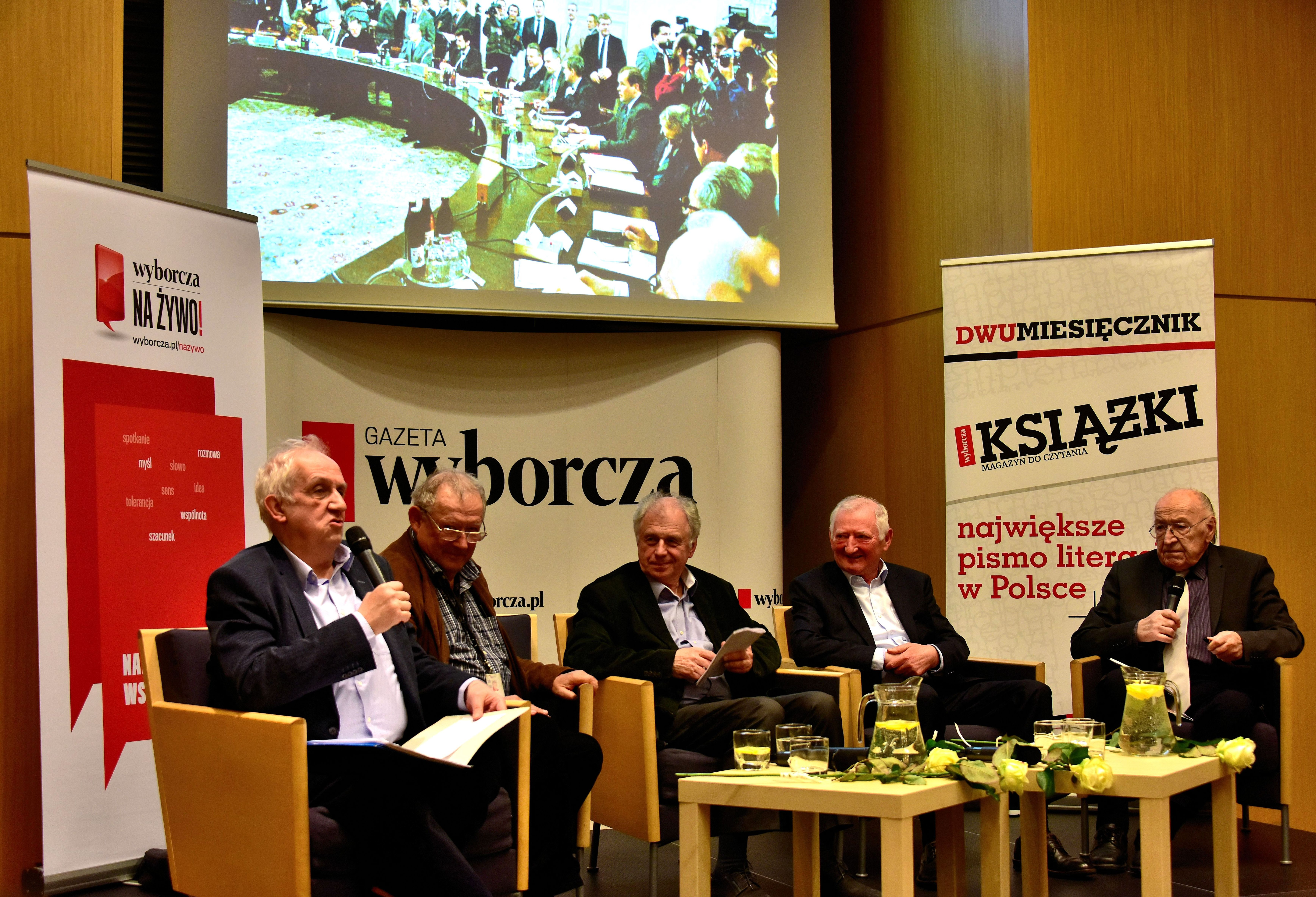
Debata Okrągły Stół – 30 lat później w redakcji „Gazety Wyborczej” (2019). Od lewej Andrzej Friszke i uczestnicy obrad w 1989: Adam Michnik, Bogdan Lis, Andrzej Gdula i Stanisław Ciosek

Część opozycji (m.in. Konfederacja Polski Niepodległej, Solidarność Walcząca oraz Niezależne Zrzeszenie Studentów) kontestowała „Okrągły Stół”. W trakcie jego obrad Jacek Kuroń przekonał przewodniczącego KPN Leszka Moczulskiego, aby nie podważał ustaleń „Okrągłego Stołu”. Ówczesny przewodniczący NZS Mariusz Kamiński także dał się przekonać i wydelegował przedstawicieli NZS do rozmów w Podzespole ds. Młodzieży. Ugrupowania te nie były przeciwne „pokojowej” zmianie władzy, nie dążyły do zbrojnego obalenia ustroju PRL, jednak nie akceptowały „kontraktowego charakteru” okrągłego stołu. Do ówczesnych przeciwników „Okrągłego Stołu” należeli m.in. (alfabetycznie): Bogdan Borusewicz, Wiesław Chrzanowski, Ludwik Dorn, Andrzej Gwiazda, Bronisław Komorowski, Janusz Korwin-Mikke, Maciej Łopiński, Antoni Macierewicz, Kornel Morawiecki, Jan Olszewski (ostatecznie wziął udział w obradach – Podzespół ds. Reformy Prawa i Sądów) i Anna Walentynowicz. Część z nich (m.in. Bronisław Komorowski) zmieniła zdanie. Kontrowersje wokół negocjacji „Okrągłego Stołu” są nadal obecne w polskim życiu publicznym.
W opublikowanym oświadczeniu rządu RP na uchodźstwie (pierwszy rząd Edwarda Szczepanika) z 10 maja 1989 poinformowano, że postanowione w wyniku „porozumienia przy okrągłym stole” wybory do parlamentu z zapewnionym pozostawieniem 65% Sejmu w rękach komunistycznego reżymu, narzuconego Polsce w Jałcie przez Sowiety stanowi zaprzeczenie demokracji, dla której przywrócenia olbrzymie rzesze Polaków wybrały los politycznego uchodźstwa.
Narrację historyczną przedstawiającą obrady „Okrągłego Stołu” jako spisek jednej lub dwóch stron określa się jako czarna legenda, natomiast przedstawienie tamtych zajść jako idealny proces pokojowego przekazania władzy nazywa się białą legendą.

## Mebel

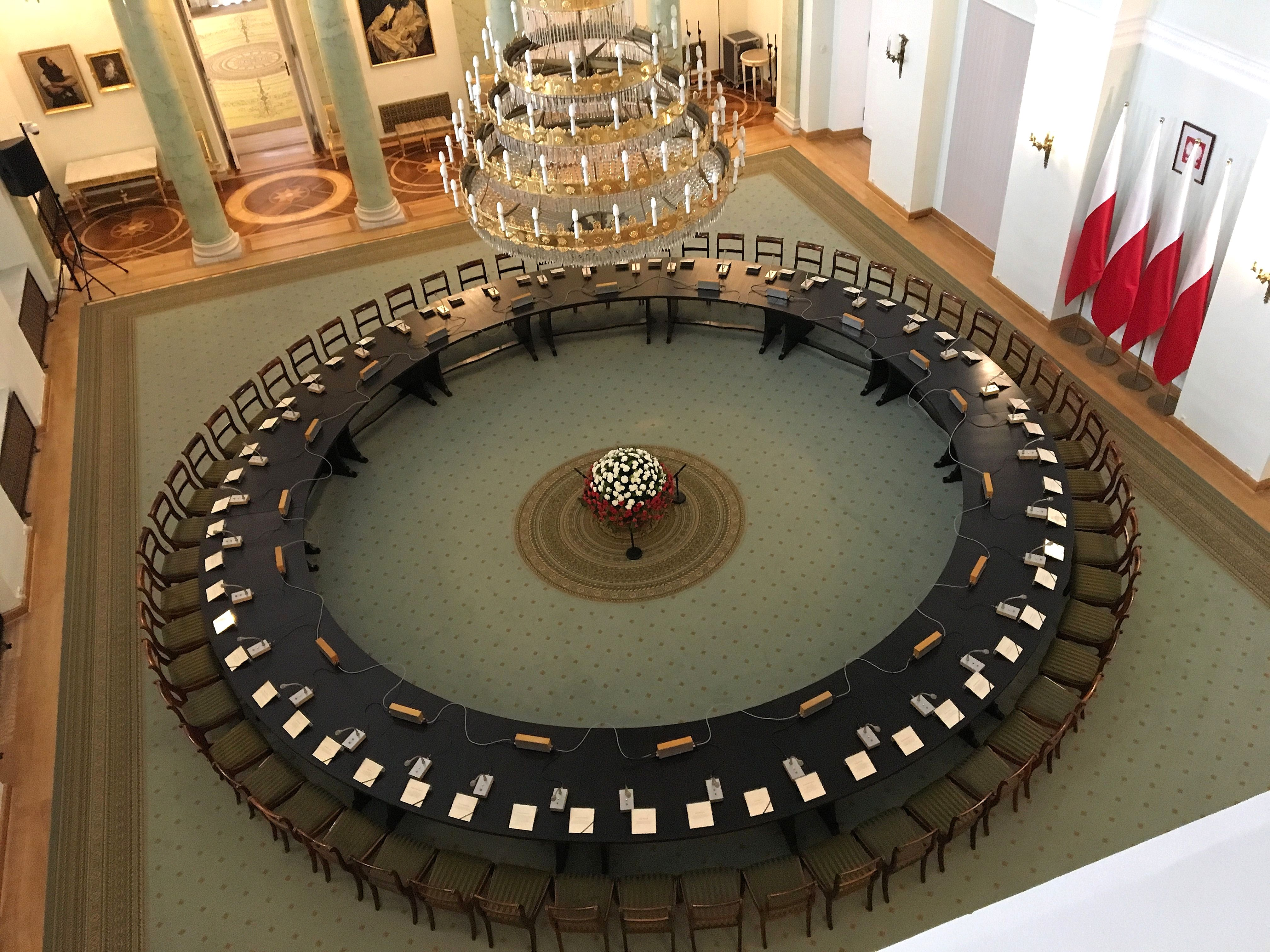
Okrągły Stół ustawiony w Sali Kolumnowej w Pałacu Prezydenckim w Warszawie z okazji 30. rocznicy rozpoczęcia obrad, 6 lutego 2019

Okrągły stół składa się z 14 segmentów, każdy segment to płyta stolarska pokryta okleiną dębową. Ze względu na tempo produkcji blat od spodu nie został polakierowany.
Zamówienie na stół złożono 3 października 1988 roku w Zakładach Wytwórczych Mebli Artystycznych w Henrykowie w warszawskiej dzielnicy Białołęka. Przy produkcji mebla pracowało ok. 15–20 osób. Zamówienie zrealizowano w 20 dni, stół został zmontowany w pałacu w Jabłonnie. Mebel kosztował 3 mln 826 tys. zł, a pracownicy otrzymali premie za tempo produkcji. Później jednak wobec braku porozumienia („Solidarność” wycofała się z ustalonego terminu rozpoczęcia rozmów), w listopadzie stół wywieziono do magazynów producenta, by tam przeleżał jeszcze 10 tygodni
Oryginalny stół znajduje się obecnie w sali na parterze lewego (północnego) skrzydła Pałacu Prezydenckiego w Warszawie. 6 lutego 2009 roku, podczas uroczystych obchodów 20-lecia obrad, stół został ponownie przeniesiony do Sali Kolumnowej. Od 2009 przy stole odbywają się lekcje historii dla uczniów warszawskich szkół.

## Upamiętnienie
- Tablica na budynku Instytutu Socjologii Uniwersytetu Warszawskiego przy ul. Karowej 18. Upamiętnia ona spotkanie delegacji strony solidarnościowej 6 lutego 1989 roku w sali wykładowej Instytutu przed udaniem się na obrady Okrągłego Stołu. Tablicę odsłonięto w 2014[24].

## Zdjęcia
Jednym z dokumentalistów tych wydarzeń był fotograf Erazm Ciołek. Jego zdjęcia z tego okresu były prezentowane m.in. na wystawie Okrągły Stół 1989 w fotografii Erazma Ciołka (Olsztyn 2014) i wydane w albumie „»Solidarność«, sierpień 1980 – sierpień 1989/»Solidarność«, August 1980 – August 1989” (2010). Spadkobiercy Erazma Ciołka (zm. 2012) nie wyrazili zgody na reprodukcję jego zdjęć na wolnej licencji.